# Вьетнамофобия
Вьетнамофобия (вьет. Chủ nghĩa bài Việt Nam) — иррациональная боязнь, ненависть, предвзятое или презрительное отношение к вьетнамцам или к вьетнамской культуре. Она может выражаться в различных формах, включая дискриминацию, оскорбления и насилие.

## История
Вьетнамофобия имеет долгую историю. Она возникла в колониальную эпоху, когда европейские державы, в том числе Франция и США, завоевали Вьетнам. Вьетнамцы рассматривались как низшие существа, и их подвергали эксплуатации и угнетению.
Вьетнамская война (1954—1975) также способствовала росту вьетнамофобии в мире. Война была очень жестокой, и в ней погибло множество людей. Вьетнамцы часто изображались в западной прессе как дикие и жестокие люди.

## Настоящее время
Вьетнамофобия встречается во многих странах мира, включая США, Европу и Австралию. Она может быть вызвана различными факторами, такими как:
- Незнание вьетнамской культуры. Многие люди не знают о вьетнамской культуре и истории, и это может привести к непониманию и предрассудкам[1].
- Экономическая конкуренция. Вьетнамцы часто работают в низкооплачиваемых отраслях, таких как сельское хозяйство и строительство. Это может привести к конкуренции с местными рабочими и к росту социальной напряженности[1].
- Политическая напряженность. Вьетнам является коммунистической страной, и это может вызывать опасения у некоторых людей[1].